# Pesci combattenti (film)
Pesci combattenti è un film del 2002 diretto da Andrea D'Ambrosio e Daniele Di Biasio.